# Shaduf

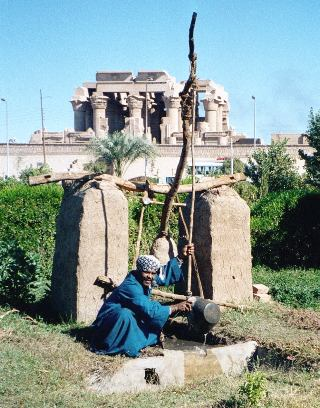
Uno shaduf a Kôm Ombo, Egitto

Lo shaduf (in arabo شادوف‎?, shādūf; plurale شواديف‎, shawādīf) è uno strumento semplice e ingegnoso adottato a partire dal II millennio a.C. dalle popolazioni egiziane per pescare dei tipi di pesci e per prendere acqua da fiumi e laghi e alimentare canali a un livello più alto o innaffiare campi coltivati (palmeti, viti, orti). Secondo alcune fonti, lo shaduf era già raffigurato in rilievi accadici del 2500 a.C.
L'attrezzo è composto da due pali, uniti in alto da un'asse su cui poggia una lunga pertica. Ai due estremi della pertica vi sono un peso (un masso) e un secchio. Un uomo da solo, manovrando la pertica, può raccogliere e sollevare circa 3 000 litri d'acqua al giorno. Quando i dislivelli da risalire sono sensibili, gli shawadif vengono messi in fila in serie lungo il declivio.